# Fontaine-la-Rivière
Fontaine-la-Rivière là một xã ở tỉnh Essonne thuộc vùng Île-de-France miền bắc nước Pháp.
Theo điều tra dân số năm 1999, dân số xã này là 172.
Danh xưng cư dân địa phương Fontaine-la-Rivière trong tiếng Pháp là Fontainiens.